# Torsten Wirfelt
Torsten Holger Ingemar Wirfelt, född 18 februari 1923 i Stockholm, död 18 april 1985 i Uppsala, var en svensk tandläkare och målare. 
Han var son till kontraktsprosten Johan Oskar Lennart Wirfelt och Hildur Naemi Hansson. Efter odontologiska studier 1945–1948 reste han till Paris och Amsterdam där han bedrev självstudier inom konsten. Han fortsatte därefter sina konststudier vid Hermods och för Erik Ekman vid Arbetarnas bildningsförbunds målarskola 1959–1964. Tillsammans med Lisa Neiglick-Englund och Birgit Krafft-Wæsterberg ställde han ut i Örnsköldsvik 1951 och separat ställde han bland annat ut i Ljusne 1947. Han har medverkat i ett flertal samlingsutställningar med provinsiell konst. Hans konst består av landskapsskildringar porträtt och stilleben. 